# Metlac Hernández
Metlac Hernández är en ort i Mexiko.   Den ligger i kommunen La Perla och delstaten Veracruz, i den sydöstra delen av landet, 210 km öster om huvudstaden Mexico City. Metlac Hernández ligger 1 898 meter över havet och antalet invånare är 1 082.
Terrängen runt Metlac Hernández är kuperad åt nordost, men åt sydväst är den bergig. Runt Metlac Hernández är det ganska tätbefolkat, med 155 invånare per kvadratkilometer. Närmaste större samhälle är Orizaba, 14,7 km söder om Metlac Hernández. I omgivningarna runt Metlac Hernández växer huvudsakligen savannskog.